# 1re division cuirassée
La 1re division cuirassée (ou 1re DCR) est une division blindée éphémère de l'armée de terre française, créée le 16 janvier 1940 au camp de Châlons, qui combattit durant la Seconde Guerre mondiale.

## Création et différentes dénominations
- 16 janvier 1940 : création de la 1re division cuirassée.
- 22 juin 1940 : dissolution de l'unité à la suite de l'armistice.

## Historique des garnisons, campagnes et batailles

### Campagne de 1940

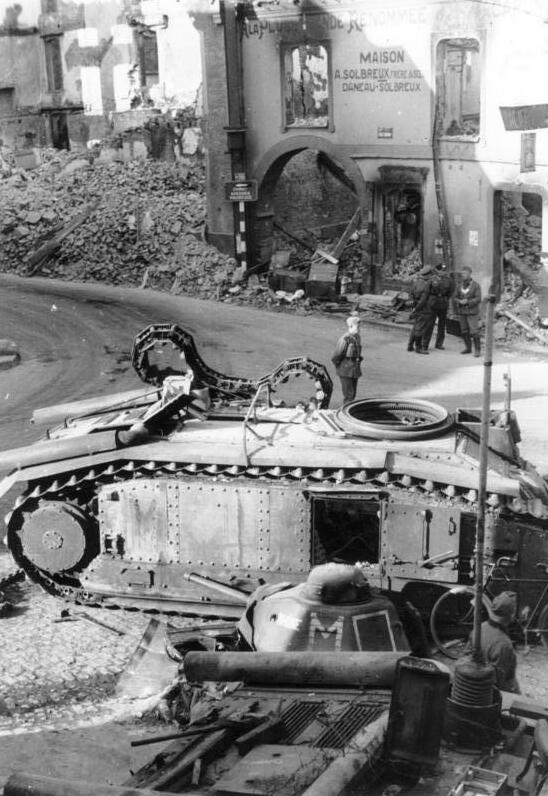
Char français lourd (le B1 bis no 309 Rhône du 37e BCC de la 1re DCR saboté le 16 mai à Beaumont.

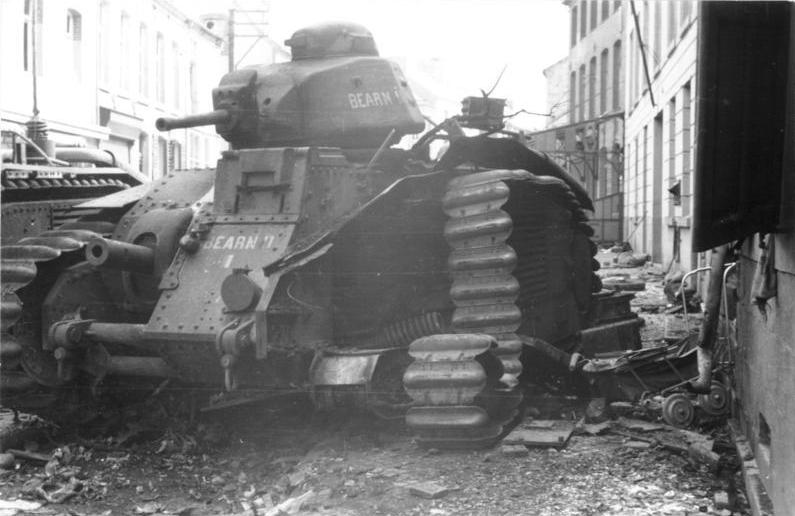
Un char B1 Bis du 37e Bataillon de Chars de Combat rattaché à la 1re division cuirassée saboté par son propre équipage à Beaumont le 16 mai 1940, à l'ouest de Flavion en Belgique.

Avec ses deux bataillons de chars lourds Renault B1 bis, ses deux bataillons de chars légers Hotchkiss H39, son bataillon de chasseurs portés et son régiment d’artillerie tractée tout-terrain, la 1re DCr est au déclenchement de la bataille de France la plus puissante grande unité de l'armée française. Mise en place tardivement, elle n’aura pas le temps, malgré les efforts de son chef, le général Bruneau de s’entraîner correctement et partira au combat, le 10 mai 1940, dans des conditions difficiles.
La 1re DCR alors stationnée dans la région de Suippes participe à la manœuvre Dyle-Breda et dès le 10 mai pénètre en Belgique pour venir se porter au nord-est de Charleroi. Elle manque l'occasion de participer à la contre-attaque contre la 7e Panzerdivision de Rommel le 14 mai lorsque celle-ci était vulnérable. L'ordre d'attaquer lui parvient avec retard, puis quand elle fait mouvement les routes sont encombrées et ralentissent la progression. Elle doit ensuite attendre pour ravitailler, car Bruneau a  placé ses camions-citernes tout à l'arrière de sa division, conformément au règlement qui l'y obligeait et cela en dépit de ses demandes à avoir des remorques permettant de transporter du carburant. 
Le 15 mai, elle est engagée contre les 5e et 7e Panzerdivisions au profit de la IXe armée dans la région d'Ermeton - Flavion - Florennes à 15 km au sud de Charleroi dans la bataille de Flavion où, handicapée par le manque de carburant, la moitié de la division ne peut pas manœuvrer. Elle s'organise cependant en défense et réussit à mettre hors de combat « de nombreux chars ennemis » mais les siens sont finalement anéantis, plus puissants mais moins bien dirigés à cause de la faiblesse des communications radio françaises et n'ayant pas de canons antiaériens, et beaucoup d'entre eux se trouvant immobilisés, en panne d'essence. Ses fortes pertes l'obligent à se replier à l'ouest sur Solre-le-Château.
À l'issue de ces premiers combats, la 1re DCR a perdu environ 100 chars, le 28e BCC est anéanti et il ne reste plus qu'une compagnie aux 26e et 37e BCC. De leur côté, les Allemands laissent sur le terrain entre 60 et 100 chars, 20 automitrailleuses et 20 canons antichars.
Le lendemain, la 1re DCR tente de défendre Beaumont mais doit à nouveau se replier abandonnant la dernière compagnie du 37e BCC, une du 25e BCC ainsi que deux batteries du 305e RA.
Le 18 mai, le général Bruneau et une partie de son état-major sont capturés à Bantouzelle.
À partir du 31 mai, dans la région d'Esternay à 15 km à l'ouest de Sézanne, le général Welvert reconstitue à partir des débris et de renforts une nouvelle 1re DCR.
La division est engagée le 5 juin dans l'Oise, au nord de Compiègne dans la région de Roye - Carrepuis - Champien. Une nouvelle fois repoussée l'unité bat en retraite et livre divers combats notamment à Pont-Sainte-Maxence (5e BCP les 6 et 7 juin).
Elle assure ensuite la protection de la VIIe armée (combat de Lieuvillers où le 34e BCC est presque anéanti), en redescendant en direction du sud et atteint la Marne qu'elle franchit à Lagny-sur-Marne le 13 juin. Le groupement mécanique, constitué par les 1re et 2e DCR, le 1er BCC et la 4e DLM, continue la couverture de la VII armée tout en poursuivant sa retraite en direction de Sens atteinte le 14 juin.
La Loire est passée le 17 dans la région de Gien. Le lendemain, le groupement poursuit son repli et atteint l'est de Bourges (Sainte-Thorette, Villeneuve-sur-Cher, Plou, Morthomiers), qu'il tente en vain de protéger. Le 20 juin la division atteint Argenton-sur-Creuse et finalement La Souterraine le 22 où elle sera démobilisée après l'Armistice.

### Compositions successives
Ce paragraphe donne la composition initiale de la division ainsi que les modifications majeures qui lui ont été apportées au cours de la bataille de France.
En mai 1940
| Type                            | Unité                      | Principaux matériels |
| ------------------------------- | -------------------------- | --- |
| 1re demi-brigade - chars lourds | 28e BCC                    | 34 + 1 Renault B1 bis 18 TRC Lorraine 37L                                                                                                 |
| 1re demi-brigade - chars lourds | 37e BCC                    | 34 Renault B1 bis 18 TRC Lorraine 37L |
| 3e demi-brigade - chars légers  | 25e BCC                    | 45 Hotchkiss H39 12 TRC Lorraine 37L |
| 3e demi-brigade - chars légers  | 26e BCC                    | 45 Hotchkiss H39 12 TRC Lorraine 37L |
| Infanterie portée               | 5e BCP                     | 43 VBCP Lorraine 38L 18 tracteurs de canon Latil M7 T1 15 VDP Lorraine 28 6 VLTT Laffly S15 R 5 chenillettes de ravitaillement Renault UE |
| Artillerie d'accompagnement     | 305e RATTT batteries 1 à 6 | 24 obusiers 105 C modèle 1934 S 78 Tracteur Citroën P107 ou Unic P 107 BU                                                                 |
| Artillerie antichar             | 305e RATTT 10e batterie    | 8 canons de 47 AC modèle 1937 10 Citroën Kégresse P 17 E                                                                                  |
| Artillerie antichar automotrice | néant                      | |
| Génie                           | 1 ou 2 compagnie(s)        | |
| Transmissions                   | 1 ou 2 compagnie(s)        | |
| Aviation                        | néant                      | |

En juin 1940
Début juin, le général Welvert, reconstitue la 1re DCR. L'unité ne compte plus alors que 3 BCC dont un seul de chars lourds. Le 5e bataillon de chasseurs portés a été complété et remplace l'un des bataillons de chars au sein d'une brigade :
- Demi-brigade
  - 28e BCC (Char B1)
  - 25e BCC (Char R35)
- Demi-brigade
  - 34e BCC (Char R35)
  - 5e BCP

La 1re DCR perd son artillerie antichar au profit de la 2e DCR mais conserve néanmoins son régiment d'artillerie divisionnaire, le 305e RATTT.
Le 14 juin, le 1er BCC, constitué de chars R35, sera annexé à la division qui constituera avec la 2e DCR et la 4e DLM un groupement blindé.
Lexique des abréviations utilisées
- BCC : bataillon de chars de combat
- BCP : bataillon de chasseurs portés
- RATTT : régiment d’artillerie à tracteurs tous terrains
- TRC : tracteur de ravitaillement de chars
- VBCP : véhicule blindé pour chasseurs portés
- VDP : véhicule pour dragons portés
- VLTT : véhicule léger tout terrain

## Traditions

### Devise
« J'en suis »

## Chefs de corps
- 6 janvier - 18 mai 1940 : général Bruneau (fait prisonnier)
- 31 mai - 22 juin 1940 : général Welvert

## Sources et bibliographie
- Jean-Robert Gorce, La 1re division cuirassée au combat : 1940, Toul, Editions Arès, octobre 2016, 272 p. (ISBN 978-2-9558385-0-1)
- François Vauvillier, revue Histoire de guerre, blindés et matériels, no 79 et 80 articles de La division cuirassée en 1940 et ses perspectives, 2007-2008.
- Dominique Lormier, Comme des lions - mai juin 1940 - Le sacrifice héroïque de l'armée française, édition Calmann-Lévy, 2008,  (ISBN 978-2-7021-3445-0).